# Letis laticincta
Letis laticincta är en fjärilsart som beskrevs av Walker 1858. Letis laticincta ingår i släktet Letis och familjen nattflyn. Inga underarter finns listade i Catalogue of Life.